# Jeździectwo na Letnich Igrzyskach Olimpijskich Młodzieży 2010 – skoki drużynowo
Zawody w skokach przez preszkody drużynowo na I Letnich Igrzyskach Olimpijskich Młodzieży odbyły się w dniu 18 sierpnia (runda 1) i 20 sierpnia 2010 (runda 2 i dogrywka). Do zawodów przystąpiło 24 zawodników, w 6 drużynach.

## Wyniki
| Pozycja | Drużyna                                                                                                 | Kara - runda A | Kara - runda B | Kara - runda A + B | Kara - dogrywka | Czas - dogrywka                      |
|         | Europa Martin Fuchs Wojciech Dahlke Valentina Isoardi Carian Scudamore Nicola Philippaerts              | 4 0 12 28 0 4  | 4 0 4 16 0 4   | 8                  | 4 0 24 4 NS     | 141.03 45.30 49.19 54.92 46.54 -     |
|         | Australazja Zin Man Lai Jake Lambert Xu Zhengyang Sultan Al Tooqi Thomas McDermott                      | 4 12 0 16 4 0  | 4 0 20 4 0     | 8                  | 4 0 12 0 4 8    | 154.26 50.57 46.13 51.46 52.23 46.10 |
|         | Afryka Yara Hanssen Zakaria Hamici Abduladim Mlitan Mohamed Abdalla Samantha McIntosh                   | 4 12 4 0       | 4 16 9 0 4 0   | 8                  | 24 9 8 NS       | 157.46 63.57 47.48 55.59 54.39 -     |
| 4       | Azja Mohamad Alanzarouti Timur Patarow Abdurahman Al-Marri Pei Jia Chew Sheikh Alqassimi                | 12 8 El. 4     | 0 4 0 8 0      | 12                 |                 |                                      |
| 5       | Ameryka Południowa Guilherme Foroni Maria Victoria Paz Alberto Schwalm Mario Gamboa Marcelo Chirico     | 12 16 12 8 4 0 | 4 0 16 0 4     | 16                 |                 |                                      |
| 6       | Ameryka Północna i Karaiby Eirin Bruheim Kelsey Bayley Alejandra Ortiz Juan Saenz Morel Dominique Shone | 16 8 4         | 16 21 13 8 0   | 32                 |                 |                                      |